# Zschochau
Zschochau este un mic sat din Saxonia, aparținând de comuna Ostrau. A fost menționat în scris pentru prima dată în 1185, când a devenit domeniu, apoi a aparținut familiei von Schönberg. Conacul său datează din secolul al XVI-lea.
De asemenea, aici s-a născut dezertorul est-german Conrad Schumann